# Kateřina Nash
Kateřina Nash (nacida como Kateřina Hanušová, Prachatice, 9 de diciembre de 1977) es una deportista checa que compite en ciclismo en las modalidades de Ciclismo de montaña (campo a través) y ciclocrós.
Ganó tres medallas en el Campeonato Mundial de Ciclismo de Montaña, entre los años 2010 y 2016, y dos medallas en el Campeonato Europeo de Ciclismo de Montaña, en los años 2007 y 2013.
Además, obtuvo dos medallas de bronce en el Campeonato Mundial de Ciclocrós, en los años 2011 y 2017, y una medalla de bronce en el Campeonato Europeo de Ciclocrós de 2008.

## Medallero internacional
| Campeonato Mundial | Campeonato Mundial            | Campeonato Mundial | Campeonato Mundial         |
| Año                | Lugar                         | Medalla            | Competición                |
| ------------------ | ----------------------------- | ------------------ | -------------------------- |
| 2010               | Mont-Sainte-Anne (Canadá)     | Medalla de bronce  | Campo a través por relevos |
| 2014               | Hafjell/Lillehammer (Noruega) | Medalla de bronce  | Campo a través por relevos |
| 2016               | Nové Město (República Checa)  | Medalla de plata   | Campo a través por relevos |
| Campeonato Europeo |                               |                    |                            |
| Año                | Lugar                         | Medalla            | Competición                |
| 2007               | Capadocia (Turquía)           | Medalla de bronce  | Campo a través             |
| 2013               | Berna (Suiza)                 | Medalla de bronce  | Campo a través por relevos |

| Campeonato Mundial | Campeonato Mundial    | Campeonato Mundial | Campeonato Mundial |
| Año                | Lugar                 | Medalla            | Competición        |
| ------------------ | --------------------- | ------------------ | ------------------ |
| 2011               | St. Wendel (Alemania) | Medalla de bronce  | Individual         |
| 2017               | Bieles (Luxemburgo)   | Medalla de bronce  | Individual         |
| Campeonato Europeo |                       |                    |                    |
| Año                | Lugar                 | Medalla            | Competición        |
| 2008               | Liévin (Francia)      | Medalla de bronce  | Individual         |